# Łasin (gromada)
Łasin (do 31 XII 1957 Nowe Mosty) – dawna gromada, czyli najmniejsza jednostka podziału terytorialnego Polskiej Rzeczypospolitej Ludowej w latach 1954–1972.
Gromady, z gromadzkimi radami narodowymi (GRN) jako organami władzy najniższego stopnia na wsi, funkcjonowały od reformy reorganizującej administrację wiejską przeprowadzonej jesienią 1954 do momentu ich zniesienia z dniem 1 stycznia 1973, tym samym wypierając organizację gminną w latach 1954–1972.
Gromadę Łasin z siedzibą GRN w mieście Łasinie (nie wchodzącym w jej skład) utworzono 1 stycznia 1958 w powiecie grudziądzkim w woj. bydgoskim w związku z przeniesieniem siedziby GRN gromady Nowe Mosty z Nowych Mostów do Łasina i zmianą nazwy jednostki na gromada Łasin; równocześnie z gromady Łasin wyłączono wieś Rogóźno-Zamek, włączając ją do gromady Rogoźno w tymże powiecie, natomiast do gromady Łasin włączono wieś Jakubkowo z gromady Szonowo oraz wieś Przesławice ze zniesionej gromady Słup tamże. Dla gromady ustalono 16 członków gromadzkiej rady narodowej.
31 grudnia 1959 do gromady Łasin włączono obszary zniesionych gromad Jankowice i Szonowo w tymże powiecie; z gromady Łasin wyłączono natomiast wieś Bukowiec z przysiółkami Buczek i Wyszczekanka, włączając je do gromady Rogóźno w tymże powiecie.
W 1961 roku gromada miała 27 członków gromadzkiej rady narodowej.
1 stycznia 1969 do gromady Łasin włączono grunty rolne o powierzchni ogólnej 1525,33 ha z miasta Łasina w tymże powiecie.
Gromada przetrwała do końca 1972 roku, czyli do kolejnej reformy gminnej. 1 stycznia 1973 w powiecie grudziądzkim reaktywowano zniesioną w 1954 roku gminę Łasin.